# Setge d'Arbuna (737)
El Setge d'Arbuna de 737 s'esdevé després de la batalla de Tours, les noves agressions dels musulmans a la zona d'Arle
i l'aliança del duc Mauront amb el valí Yússuf ibn Abd-ar-Rahman al-Fihrí en contra dels francs
obligaren Carles Martell a promoure una nova expedició contra el valiat d'Arbuna, aplegà un gran exèrcit de francs i borgonyons, cremà Avinyó després de la seva captura
i travessà el Roine, passà a Septimània que creà sense oposició fins a Narbona (àrab Arbuna) que assetà, on trobà Athima, general de les forces musulmanes responsable de la defensa de la ciutat, que al saber que s'acostaven els francs es tancà a la ciutat per dirigir la seva defensa. Carles Martell decidí començar la conquesta de Septimània per aquesta ciutat que era la principal i més forta dels sarraïns al nord dels Pirineus. Narbona estava tallada per un braç del riu Aude que desaiguava a un estany proper que comunicava amb la mar pel port Nou (de la Nouvelle), que després fou el port de Saint-Charles; mercès a aquesta canal es podien fer entrar vaixells de càrrega grans fins al centre de la vila; per impedir-ho Carles feu construir fortificacions en forma de cap d'esperó als dos costats del riu, formant una circumval·lació, i aixecà les màquines de setge contra la plaça.
Mentre Carles Martell seguia vigorosament el setge, el valí de l'Àndalus, Uqba ibn al-Hajjaj as-Salulí, advertit del perill que corria la ciutat, comprengué que de la seva salvació depenia la sort de Septimània i decidí enviar ajuda; immediatament hi envià un contingent sota comandament d'Amir ibn Ailet per socrrer la ciutat.
Amir, per accelerar la seva marxa i evitar el passos dels Pirineus sens dubte vigilats, hi anà per mar. Arribà al port Nou i remuntà el riu però es trobà amb les fortificacions construïdes pels assetjants que no esperava i llavors desembarcà i decidí anar a Narbona per terra. Carles no volia permetre que arribés a la ciutat. Quan sabé de la seva arribada (un diumenge) deixà una part de l'exèrcit al setge i amb l'altra part es dirigí contra els que arribaven. Es trobaren en una vall de les Corbièras (francès les Corbières), prop d'un antic palau visigot que portava el nom de Corbièras. Amir agafà posicions avantatjoses prop del rierol de Berra, entre Salses (Ville-Salse) i Sijan (Sigean), a uns 2 km de la mar i a uns 10 km al sud de Narbona, i fou atacat amb fúria pels francs sense temps de reconèixer el terreny. Els sarraïns sorpresos, aguantaren el primer atac però Carles en persona avançà i matà de pròpia mà al general Amir i les seves forces es desbandaren; perseguits pels francs, aquests feren una carnisseria; els que es tiraren a l'aigua de l'estany foren perseguits per alguns bots que els francs havien aconseguit i seguiren matant musulmans; els que no moriren per les armes franques, moriren ofegats o foren fets presoners i pocs aconseguiren arribar als seus vaixells. Aquest enfrontament és conegut com a batalla del Berra.
No obstant Narbona no es rendí; fos per la durada del setge, per la proximitat de l'hivern (era el mes d'octubre segons els historiador del segle xvii Juan de Ferreras y García) o per la resistència del general Athima, Carles ordenà aixecar el setge i tornar a Frància Occidental on tenia altres afers. Deixà algunes tropes per convertir el setge en bloqueig en un intent que fracassà de rendir la vila per la fam. En el retorn ocupà Besiers i feu arrasar les muralles i cremar els ravals. El mateix feu a Agde. Magalona fou arrasada totalment; aquesta ciutat estava situada en una petita illa i servia de plaça d'armes als musulmans per la comoditat del seu port i la facilitat que tenien per abordar-lo venint de la costa al sud dels Pirineus. havia esdevingut un niu de pirates que atacaven tota la costa de Provença. Fou això que impulsà a Carles a fer destruir Magalona. El bisbe i el capítol es retiraren a Substancion, que fou la seu de la diòcesi fins que tres segles després la seu de Magalona fou restablerta; de la vella Magalona només restà la catedral. Encara en temps moderns el port de l'illa s'anomenava Port Sarrasin. Nimes fou tractada amb més consideració i només foren cremades les portes i l'antic amfiteatre romà (les Arenes) que aleshores servia de fortalesa i que fou poc afectat doncs encara subsisteix pràcticament sencer. La província fou assolada i altres fortaleses menors foren arrasades per evitar el seu ús posterior; els habitants hagueren de lliurar ostatges.